# 韩寓群
韩寓群（1943年9月—），男，汉族，江苏睢宁人，中华人民共和国政治人物。南京化工学院毕业，曾任中共山东省委副书记，山东省人民政府省长，第十一届全国人大常委会委员、财政经济委员会副主任委员。

## 生平

### 早年经历
1967年7月大学毕业后，韩寓群被分配到山东“济宁合成洗涤剂厂”工作；从普通技术员做起，历任车间副主任、主任，副厂长，工程师，厂党委副书记、兼厂长等职。1975年12月加入中国共产党。
1980年代初，中共全面推行干部年轻化的政策，韩寓群和很多在国有企业成长起来，既有学历、又懂技术的年轻厂长一样，被列为地方党政干部的培养对象。1983年，已在“济宁合成洗涤剂厂”前后工作十三年的韩寓群，被任命为中共济宁市委副书记；1986年，出任济宁市人民政府市长；五年后，晋升中共济宁市委书记。

### “三起三落”
1993年4月，韩寓群出任山东省人民政府经济委员会主任；七个月后，在当年11月举行的中共山东省六届一中全会上，当选省委常委，并出任省委统战部部长。然而，在1995年6月转任山东省副省长后，韩寓群不仅不再担任省委常委；而且在八位副省长中，仅排名第六位。 直到2000年，常务副省长宋法棠调黑龙江省任职后，韩寓群才再次入选中共山东省委常委，并接任常务副省长职务。2000年底，因对烟台11·24特大海难事故负有领导责任，受到行政记过处分。
按照副省级干部任职年龄的规定，到2002年6月中共山东省第八次党代会召开的时候，已近59岁的韩寓群，没有继续留任省委常委，更没有在当年11月召开的中共十六大上，入选中央委员会。然而，就在山东省进行换届选举时，2003年1月9日，中共中央决定再度启用韩寓群，任命他为中共山东省委副书记。韩寓群第三次进入中共山东省委常委会。三天后，接替张高丽出任山东省人民政府代理省长；并在2003年4月，正式当选山东省省长。

### 退休
2007年6月13日，年届64岁的韩寓群，在山东省人大常委会十届二十七次会议上，辞去了省长的职务；两周后，被增补为第十届全国人大常委会委员，财政经济委员会副主任委员。2008年3月，在第十一届全国人大一次会议上，连任了人大常委会委员和财政经济委员会副主任委员的职务。2011年，曾率團前往柬埔寨推動兩地的經濟連繫。
2013年7月26日，任中国重汽（香港）有限公司独立董事。

## 评价
作为主政一方的中共高级行政官员，既不是中央委员、也不是候补中央委员，韩寓群的职务经历在现今的中共体制中并不多见。但这样的安排，也使得韩寓群的政治生命被延续了十年。

## 家庭
韓寓群有一女兒韓曉燕，而韓曉燕的兒子、韓寓群的外孫正是2019年8月在加拿大多倫多領頭開豪車往當地「反送中」集會場地砸場的人。